# Krásna Lúka
Krásna Lúka es un municipio del distrito de Sabinov en la región de Prešov, Eslovaquia, con una población estimada a final del año 2024 de 647 habitantes.
Se encuentra ubicado en el centro-oeste de la región, en el valle del río Torysa (cuenca hidrográfica del río Tisza).

## Demografía
| Año        | 1994 | 2004    | 2014    | 2024    |
| ---------- | ---- | ------- | ------- | ------- |
| Población  | 692  | 743     | 705     | 647     |
| Diferencia |      | +7,36 % | −5,11 % | −8,22 % |

| Año        | 2023 | 2024    |
| ---------- | ---- | ------- |
| Población  | 640  | 647     |
| Diferencia |      | +1,09 % |